# Anopheles seretsei
Anopheles seretsei är en tvåvingeart som beskrevs av Abdulla-khan, Coetzee och Hunt 1998. Anopheles seretsei ingår i släktet Anopheles och familjen stickmyggor. Inga underarter finns listade i Catalogue of Life.